# Alejandro Cercas
Alejandro Cercas Alonso (Ibahernando, 25 de mayo de 1949) es un asesor jurídico, funcionario y político español del Partido Socialista Obrero Español (PSOE).

## Biografía
Licenciado en Derecho en 1974, inició su labor profesional como asesor jurídico hasta que en 1977 ingresó como funcionario técnico en la Administración de la Seguridad Social.
Militante de las Juventudes Socialistas en la clandestinidad durante su etapa universitaria, fue secretario general de esta organización de 1974 a 1977. Al alcanzar la mayoría de edad se integró también en el Partido Socialista Obrero Español, siendo miembro de su Comisión Ejecutiva en el área de Participación Ciudadana de 1984 a 1996.
Fue diputado al Congreso desde la II a la VII Legislatura, hasta 1989 por la circunscripción electoral de Madrid y desde entonces por la provincia de Cáceres. En 1999 presentó su renuncia al escaño para concurrir a las elecciones al Parlamento Europeo, resultando elegido. Fue reelegido en las de 2004, permaneciendo integrado en el Grupo del Partido Socialista Europeo. Más tarde dará a conocer su postura a favor de una Europa federal, apoyando el manifiesto del Grupo Spinelli. En 2008 fue el autor del "informe Cercas", una serie de enmiendas que rechazaron en el Parlamento Europeo la polémica "directiva de las 65 horas" promovida por el Consejo Europeo para modificar la Directiva de Tiempo de Trabajo.

## Cargos desempeñados
- Secretario general de Juventudes Socialistas (1974-1977).
- Diputado por Madrid en el Congreso de los Diputados (1982-1989).
- Diputado por Cáceres en el Congreso de los Diputados (1989-1999).
- Diputado en el Parlamento Europeo (desde 1999).